# Atletica leggera ai XV Giochi dei piccoli stati d'Europa
Le gare di atletica leggera ai XV Giochi dei piccoli stati d'Europa si sono svolte dal 28 maggio al 1º giugno 2013.

## Calendario
| Uomini |   | 5  |   | 7  |   | 7  | 19 |
| Donne  |   | 5  |   | 6  |   | 6  | 17 |
| Totale | 0 | 10 | 0 | 13 | 0 | 13 | 36 |

## Medagliere
| #      | Nazione     | Oro | Argento | Bronzo | Totale |
| ------ | ----------- | --- | ------- | ------ | ------ |
| 1      | Cipro       | 17  | 8       | 5      | 30     |
| 2      | Islanda     | 6   | 10      | 9      | 25     |
| 3      | Lussemburgo | 5   | 14      | 8      | 27     |
| 4      | Montenegro  | 5   | 0       | 0      | 5      |
| 5      | Malta       | 1   | 2       | 5      | 8      |
| 6      | Monaco      | 1   | 2       | 4      | 7      |
| 7      | Andorra     | 1   | 0       | 2      | 3      |
| 8      | San Marino  | 0   | 1       | 2      | 3      |
| Totale | Totale      | 36  | 37      | 35     | 108    |

## Podi

### Uomini
| Evento                 | Oro                                                                                      | Prestazione | Argento                                                             | Prestazione | Bronzo                                                                     | Prestazione |
| 100 m                  | Christos Chatziangelidis                                                                 | 10″77       | Michail Charalampous                                                | 10"83       | Kolbeinn Höður Gunnarsson                                                  | 10"84       |
| 200 m                  | Ívar Kristinn Jasonarson                                                                 | 21"88       | Christos Chatziangelidis                                            | 21"89       | Kriton Kyriakidis                                                          | 22"11       |
| 400 m                  | Kevin Arthur Moore                                                                       | 47″53       | Ívar Kristinn Jasonarson                                            | 48"05       | Kolbeinn Höður Gunnarsson                                                  | 48"21       |
| 800 m                  | Amine Khadiri                                                                            | 1'53″15     | Brice Etès                                                          | 1'54"05     | Christophe Bestgen                                                         | 1'55"42     |
| 1500 m                 | Amine Khadiri                                                                            | 3'54″20     | David Karonei                                                       | 3'54"80     | Kaïs Adli                                                                  | 3'57"94     |
| 5000 m                 | Pol Mellina                                                                              | 14'29″82    | Kári Steinn Karlsson                                                | 14'33"41    | Marcos Sanza Arranz                                                        | 14'38"38    |
| 10000 m                | Marcos Sanza Arranz                                                                      | 30'17"47    | Pol Mellina                                                         | 30'26"46    | Kári Steinn Karlsson                                                       | 30'41"14    |
| 110 m ostacoli         | Milan Trajkovic                                                                          | 14″03       | Claude Godart                                                       | 14"20       | Moïse Louisy-Louis                                                         | 16"43       |
| 400 m ostacoli         | Jacques Frisch                                                                           | 52"28       | Aris Xoufaridis                                                     | 54"28       | Jamal Baaziz                                                               | 58"08       |
| 3000 m siepi           | Zouhair Ouerdi                                                                           | 9'18″71     | Pascal Groben                                                       | 9'21"74     | Josep Sansa Bullich                                                        | 9'27"59     |
| Salto in lungo         | Christodoulos Theofilou                                                                  | 7,28 m      | Kristinn Torfason                                                   | 7,27 m      | Thorstein Ingvarsson                                                       | 7,14 m      |
| Salto triplo           | Panagiotis Volou                                                                         | 15,93 m     | Zacharias Arnos                                                     | 15,53 m     | Andy Grech                                                                 | 15,05 m     |
| Salto in alto          | Vasilios Konstantinou                                                                    | 2,12 m      | Eugenio Rossi                                                       | 2,06 m      | Kevin Rutare                                                               |             |
| Salto con l'asta       | Nikandros Stylianou                                                                      | 5,15 m      | Sébastien Hoffelt                                                   | 5,00 m      | Mark Johnson                                                               | 4,90 m      |
| Getto del peso         | Danijel Furtula                                                                          | 18,43 m     | Óðinn Björn Þorsteinsson                                            | 18,22 m     | Bob Bertemes                                                               | 17,65 m     |
| Lancio del disco       | Danijel Furtula                                                                          | 62,83 m     | Apostolos Parellīs                                                  | 59,11 m     | Sven Forster                                                               | 50,30 m     |
| Lancio del giavellotto | Guðmundur Sverrisson                                                                     | 74,38 m     | Örn Davíðsson                                                       | 69,34 m     | Antoine Wagner                                                             | 67,83 m     |
| Staffetta 4x100 m      | Cipro Michail Charalampous Christos Chatziangelidis Vasilis Polykarpou Filippos Spastris | 41"71       | Malta Luke Bezzina Steve Camilleri Rachid Chouhal Andy Grech        | 41"91       | San Marino Ivano Bucci Federico Gorrieri Francesco Molinari Fabrizio Righi | 42"72       |
| Staffetta 4x400 m      | Cipro Kyriakos Antoniou Georgios Avraam Kriton Kyriakidis Riginos Menelaou               | 3'13"55     | Lussemburgo Jacques Frisch Vincent Karger Bob Lallemang Tom Scholer | 3'14"45     | Malta Neil Brimmer Steve Camilleri Matthew Croker Kevin Arthur Moore       | 3'18"39     |

### Donne
| Evento                 | Oro                                                                                                 | Prestazione | Argento | Prestazione | Bronzo                                                                     | Prestazione |
| 100 m                  | Anna Ramona Papaioannou                                                                             | 11″57       | Tiffany Tshilumba                                                                                              | 11"99       | Hafdís Sigurðardóttir                                                      | 12"00       |
| 200 m                  | Anna Ramona Papaioannou                                                                             | 23"40       | Hafdís Sigurðardóttir                                                                                          | 23"82       | Dimitra Kyriakidou                                                         | 24"37       |
| 400 m                  | Aníta Hinriksdóttir                                                                                 | 54"29       | Charline Mathias                                                                                               | 54"93       | Kalliopi Kountouri                                                         | 56"46       |
| 800 m                  | Aníta Hinriksdóttir                                                                                 | 2'04″60     | Charline Mathias                                                                                               | 2'05"80     | Martine Nobili                                                             | 2'06"57     |
| 1500 m                 | Martine Nobili                                                                                      | 4'27"08     | Natalia Evangelidou                                                                                            | 4'27"27     | Jenny Gloden                                                               | 4'58"54     |
| 5000 m                 | Sladana Perunovic                                                                                   | 16'53"20    | Elpida Christodoulou                                                                                           | 17'36"07    | Giselle Camilleri                                                          | 17'39"44    |
| 10000 m                | Sladana Perunovic                                                                                   | 35'21"21    | Pascale Schmoetten                                                                                             | 37'04"37    | Giselle Camilleri                                                          | 37'24"22    |
| 100 m ostacoli         | Natalia Christofi                                                                                   | 14″32       | Fjóla Signý Hannesdóttir                                                                                       | 14"41       | Barbara Rustignoli                                                         | 14"84       |
| 400 m ostacoli         | Kim Reuland                                                                                         | 59"80       | Stefanía Valdimarsdóttir                                                                                       | 1'00"86     | Fjóla Signý Hannesdóttir                                                   | 1'02"26     |
| Salto in lungo         | Nektaria Panayi                                                                                     | 6,07 m      | Hafdís Sigurðardóttir                                                                                          | 6,06 m      | Eleftheria Christofi                                                       | 5,96 m      |
| Salto triplo           | Eleftheria Christofi                                                                                | 13,20 m     | Rebecca Sare                                                                                                   | 12,08 m     | Malory Malgherini                                                          | 11,40 m     |
| Salto in alto          | Marija Vuković                                                                                      | 1,77 m      | Elodie Tshilumba                                                                                               | 1,74 m      | Stefani Razi                                                               | 1,71 m      |
| Salto con l'asta       | Gina Reuland                                                                                        | 4,00 m      | Edna Semedo Monteiro                                                                                           | 3,60 m      | Maria Aristotelous                                                         | 3,60 m      |
| Getto del peso         | Florentia Kappa                                                                                     | 15,36 m     | Stéphanie Krumlovsky                                                                                           | 12,97 m     | Sveinbjörg Zophoníasdóttir                                                 | 12,49 m     |
| Lancio del giavellotto | Ásdís Hjálmsdóttir                                                                                  | 56,15 m     | Inga Stasiulionytė                                                                                             | 46,83 m     | María Rún Gunnlaugsdóttir                                                  | 46,44 m     |
| Staffetta 4x100 m      | Cipro Paraskevi Andreou Dimitra Kyriakidou Nikoletta Nikolettou Anna Ramona Papaioannou             | 46"02       | Islanda Hrafnhild Eir Hermóðsdóttir María Rún Gunnlaugsdóttir Hafdís Sigurðardóttir Sveinbjörg Zophoníasdóttir | 46"43       | Lussemburgo Analis Bauer Laurence Jones Shanilla Mutumba Tiffany Tshilumba | 46"98       |
| Staffetta 4x400 m      | Islanda Fjóla Signý Hannesdóttir Aníta Hinriksdóttir Hafdís Sigurðardóttir Stefanía Valdimarsdóttir | 3'40"97     | Lussemburgo Frédérique Hansen Laurence Jones Charline Mathias Kim Reuland                                      | 3'44"38     | Malta Francesca Borg Nicole Gatt Janet Richard Lara Scerri                 | 3'54"97     |